# Fissidens obtusissimus
Fissidens obtusissimus là một loài Rêu trong họ Fissidentaceae. Loài này được (Florsch.) Pursell mô tả khoa học đầu tiên năm 1989.